# Things You Can Tell Just by Looking at Her
Things You Can Tell Just by Looking at Her är en amerikansk långfilm från 2000 i regi av Rodrigo García, med Glenn Close, Cameron Diaz, Calista Flockhart och Kathy Baker i rollerna.

## Handling
Fem historier om kvinnor vävs samman i ett försök att belysa komplexiteten med livet, familjen och kärleken.

## Rollista
| Glenn Close       | – Dr. Elaine Keener     |
| Cameron Diaz      | – Carol Faber           |
| Calista Flockhart | – Christine Taylor      |
| Kathy Baker       | – Rose                  |
| Amy Brenneman     | – Inspektör Kathy Faber |
| Valeria Golino    | – Lilly                 |
| Holly Hunter      | – Rebecca Waynon        |
| Matt Craven       | – Walter                |
| Gregory Hines     | – Robert                |
| Miguel Sandoval   | – Sam                   |
| Noah Fleiss       | – Jay                   |
| Danny Woodburn    | – Albert                |
| Penelope Allen    | – Nancy                 |
| Roma Maffia       | – Debbie                |
| Mika Boorem       | – June                  |

## Utmärkelser
Filmfestivalen i Cannes
- Un certain regard (Rodrigo García)

Emmys
- Nominerad: Bästa kvinnliga biroll i en miniserie eller film (Holly Hunter)